# Rafi
Rafi, egentligen Reshimat Poalei Yisrael (hebreiska för "Israeliska arbetarlistan"), var ett israeliskt vänsterparti bildat 1965 av David Ben-Gurion, Moshe Dayan, Shimon Peres och andra avhoppare från Mapai.
Brytningen med Mapai bottnade dels i oenighet rörande den s.k. Lavonaffären, dels i bildandet av Arbetaralliansen (bestående av Mapai och Ahdut Ha'avoda - Poalei Zion) som avsåg att försena, av Ben-Gurion föreslagna, förändringar av valsystemet.
De allmänna valen 1965 blev en besvikelse för Rafi, som endast fick tio mandat i Knesset, och ställdes utanför regeringen.
I samband med sexdagarskriget 1967 bjöds man dock in i Levi Eshkols nationella samlingsregering. Under tiden i regeringen byggdes kontakter mellan de tre vänsterpartierna Rafi, Mapai och Ahdut Ha'avoda - Poalei Zion. Rafi anslöt sig 1968 (i likhet med Mapam) till de andra tvås allians, vars namn ändrades till bara Alliansen. Inom denna allians gick Rafi, Mapai och Arbetarenhet-Arbetare i Sion samman till ett nytt parti, Arbetarpartiet medan Mapam fortsatte som egen juridisk person. Ben-Gurion motsatte sig dock dessa samgåenden och bildade 1969 istället ytterligare ett nytt parti, Nationella listan.